# Mitontic
Mitontic est une municipalité du Chiapas, au Mexique. Elle couvre une superficie de 82 km2 et compte 11 906 habitants en 2015.